# ثنائيات المسم
ثنائيات المَسَمُّ أو ديتريسيا أو ذوات الفتحتين (الاسم العلمي: Ditrysia) هي مجموعة طبيعية أو فرع حيوي من الحشرات من رتبة حرشفيات الأجنحة تحتوي على الفراشات والعث. تم تسميتها "Ditrysia" لأن الأنثى لديها مَسَمَّان (pores) أو فتحتان جنسيتان متميزتان: واحدة للتزاوج، والآخر لوضع البيض (على عكس أحاديات المسم Monotrysia).

## التصنيف
- ثنائيات المسم
  - ثنائيات المسم المنفصلة
    - مكبلات الأطراف
      - ناريات وأشباهها
        - عثث العشب
          - الغلافيراوات
            - الغلافيراوية
              - الهلولة

      - متغايرات القرون الكبيرة
        - فوق فصيلة الفراشات الليلية
          - الفصيلة الليليات
            - أسرة القيَّاساوات
              - قبيلة القياساوية
                - تحت قبيلة القيَّاسينة
                  - جنس القيَّاسة

    - فوق فصيلة كثيرات الريش
      - الفصيلة عثيات كثيرات الريش
        - جنس عثة كثيرة الريش

- أحاديات المسم